# チョコレート戦争
『チョコレート戦争』（チョコレートせんそう） は、大石真の児童文学作品である。1965年（昭和40年）に理論社から出版された。挿絵は北田卓史が担当した。
無実の罪（≒冤罪）に問われた子供たちが、自分たちを犯人扱いする大人たちに立ち向かい、見事に復讐を果たすストーリーを描いている。前書きで、「わたし」が夜行列車で寝過ごして着いたS市に住む知人から聞いた話であるとされている。
小学校新聞部の活動を用いて、ジャーナリストのあるべき姿である調査報道の要素も取り入れられており、それまで生真面目とされていた子ども向け文学の転換点になったといわれている。初版から50年以上も継続して販売されているロングセラーであり、過去にはテレビ朝日でドラマ化されてもいる。

## あらすじ
町一番の高級洋菓子店として有名な金泉堂のショーウィンドーには、チョコレートやウェハース等、全て洋菓子の材料で作られたお菓子の城が飾られていた。ある日、たまたまそこにいた光一と明の目の前でウィンドーが割れた。突然のことに戸惑う二人。しかも間の悪いことに、光一はたまたま弾丸が装填されたエアソフトガンを持っていた。これを理由に、金泉堂の店員やオーナーは犯人だと決め付けてしまう。悔しくてたまらない光一はチョコレートの城を盗み出す計画を立てる。しかし、事件は光一の計画とは別に、思わぬ方向へ展開していく。

## 主な登場人物
谷川金兵衛
金泉堂の創業者でオーナー社長。現在も商品開発に直接携わる現役パティシエ。裸一貫から成り上がった苦労人ながら、明と光一がウィンドーを割った犯人だと決めつける頑迷な老人。
藤本明
小学生。新聞部の幽霊部員。ひょんなことから金泉堂との「戦争」に巻き込まれていく。
星野光一
明のクラスメイト。証拠がないのに罪を押し付けた金泉堂に報復するため、チョコレートの城を盗み出す計画を立てる。
近藤晴男
クラスメイト。光一の計画の実行メンバー。几帳面な性格。
高山実
クラスメイト。光一の計画の実行メンバー。
松田一郎
クラスメイト。光一の計画の実行メンバー。双子の兄。
松田二郎
クラスメイト。光一の計画の実行メンバー。双子の弟。
みどり
新聞部の副部長。通称「おくさん」。明を通じて事件を知り、内容を校内新聞に掲載。結果、金泉堂に対する不買運動に発展させる。
桜井先生
明たちが通う学校の若い女性教諭。明と光一の無実を信じる。
義治
ダンプカーの運転手。金泉堂のショーウインドーが割れたのは、実は運転していたダンプが小石を撥ね、これが当たったためだった。
角之進
ダンプカーの運転手。義治の舎弟分。
ハリーさん
富豪のフランス人。金兵衛を一人前のパティシエに育て上げた大恩人。既に故人。

## 書籍情報
- 『チョコレート戦争』〈理論社・童話プレゼント〉（1965年、理論社）
- 『チョコレート戦争』〈理論社の愛蔵版・わたしのほん〉（1973年、理論社）
- 『チョコレート戦争』〈講談社文庫〉（1977年、講談社）
- 『チョコレート戦争』〈日本の児童文学〉（1978年、理論社）
- 『チョコレート戦争』〈フォア文庫〉（1979年、理論社）
- 『チョコレート戦争』〈創作子どもの本〉（1979年、金の星社）
- 『チョコレート戦争』〈理論社名作の愛蔵版〉（1982年、理論社）
- 『チョコレート戦争』〈大石真児童文学全集〉（1982年、ポプラ社）
- 『チョコレート戦争』〈名作ランド〉（1983年、理論社）
- 『チョコレート戦争』〈名作版日本の児童文学〉（1987年、理論社）
- 『チョコレート戦争』〈フォア文庫愛蔵版〉（1994年、理論社）
- 『チョコレート戦争』〈新・名作の愛蔵版〉（1999年、理論社）

### 翻訳
中国語訳
- 陶法义、赵琪訳『巧克力战争』〈幽默儿童文学名著译丛〉（1992年、浙江少年儿童出版社）
- 陳珊珊訳『巧克力戰爭』〈小魯兒童成長小説 GF22〉（2004年、小魯文化事業）
- 草莓山坡訳『巧克力战争』（2006年、接力出版社）

朝鮮語訳
- 햇살과나무꾼訳『초콜릿 전쟁』〈중앙문고 053〉（2000年、중앙출판사）

タイ語訳
- พิไล สุธีจินดารัตน์訳『สงครามช๊อกโกแลต』（2005年、Bliss Publishing）

## テレビドラマ

### 家庭劇場版
1965年（昭和40年）5月23日にNHK総合テレビの『家庭劇場（日曜9:00 - 9:40）第7回として放送された。出演は柴田泰文、鷲見昭ほか。

### ハウスこども傑作シリーズ版
1982年（昭和57年）3月23日にテレビ朝日系列の『ハウスこども傑作シリーズ』（火曜19:30 - 20:00。ハウス食品工業一社提供）第2回として放送された。
練馬区に所在する東映東京撮影所が制作したため、本作では同撮影所の近隣に所在する洋菓子店「ナカタヤ」がロケ地として使われ、番組上の店名もそのまま登場した。

#### 出演者
- 妹尾潤
- 榎本哲也
- 上原ゆかり

#### スタッフ
- 原作 - 大石真
- 編集 - 菅野順吉
- プロデューサー - 小野耕人、中曽根千治（東映）、小泉美明（テレビ朝日）
- 制作 - テレビ朝日、東映

| NHK総合テレビ 家庭劇場                  | NHK総合テレビ 家庭劇場             | NHK総合テレビ 家庭劇場               |
| 前番組                                  | 番組名                             | 次番組                               |
| --------------------------------------- | ---------------------------------- | ------------------------------------ |
| 留美ちゃんと大也くん                    | チョコレート戦争 （1965年5月23日） | かわいいボス                         |
| テレビ朝日系列 ハウスこども傑作シリーズ |                                    |                                      |
| 宿題ひきうけ株式会社 （1982年3月16日）  | チョコレート戦争 （1982年3月23日） | 東京からきた女の子 （1982年3月30日） |